# 奧格拉馬勒哈

35°07′19″N 7°57′04″E / 35.12194°N 7.95111°E
奧格拉馬勒哈（阿拉伯语：‎），是阿爾及利亞的城鎮，位於該國東北部泰貝薩省，由比爾阿提爾區負責管轄，面積1,030平方公里，2008年人口5,899，人口密度每平方公里6人。